# EUNAVFOR MED
La EUNAVFOR MED o Sophia es una operación militar con la que la Unión Europea (UE) pretende desmantelar las redes de tráfico de inmigrantes a través del Mediterráneo. Los ministros de Asuntos Exteriores de la UE aprobaron el 22 de junio de 2015 la primera fase de la misión que consiste en intercambiar información y patrullar en alta mar para detectar a los traficantes. Esta fase no implica acciones que necesiten un mandato de la Organización de las Naciones Unidas (ONU) ni el consentimiento de las autoridades de Libia, país del que parten mayoritariamente las embarcaciones que utilizan las mafias de tráfico de personas en el Mediterráneo. EUNAVFOR MED está compuesta de otras dos fases que, por el momento, no han sido validadas por los ministros.
EUNAVFOR MED (en referencia a su carácter naval y a la localización mediterránea), tiene su cuartel general en Roma. Esta operación se sumará a las cinco misiones militares que la UE ya ha desarrollado en diferentes puntos de África y Europa. El proyecto es uno de los más arriesgados que ha planteado la política Común de Seguridad y Defensa de la Unión Europea.
La operación tuvo una duración inicial de 14 meses y un presupuesto de 12 millones de euros aproximadamente.  Se espera que participen al menos 10 Estados miembros de la UE. Además, como parte de la inteligencia militar para combatir las mafias traficantes, la UE contempla ofrecer un papel a la Organización del Tratado del Atlántico Norte (OTAN) en esta operación.

## Contexto
La iniciativa responde al mandato otorgado en abril de 2015 al Servicio Europeo de Acción Exterior por el Consejo Europeo para desarrollar una misión militar que trate de contener la salida de extranjeros desde los puertos Libios, un país que sirve de punto de partida de buena parte de los flujos que provienen de Oriente Próximo y África. En 2014 unas 170 000 personas que huían de la pobreza y los conflictos en África y Medio Oriente llevaron a cabo el peligroso viaje hacia Italia.
La ausencia de Estado en Libia, el armamento del que disponen las milicias de la zona y la creciente influencia del Estado Islámico amenazarán la seguridad de la misión.

## Fases
Se contemplan tres fases:
- Primera: Consiste en identificar las redes de traficantes, recabar información y patrullar aguas internacionales.
- Segunda: Los efectivos militares buscaran y requisaran los barcos encontrados en alta mar sospechosos de usarse para trasladar a extranjeros a Europa. Al final de esta fase, ya con mandato del Gobierno libio o del Consejo de Seguridad de Naciones Unidas, se podría hacer esa misma actividad, pero en aguas territoriales libias.
- Tercera: Se podrían emplear todos los medios necesarios para inhabilitar los barcos.

## Desarrollo
La entonces Alta representante de la Unión para Asuntos Exteriores y Política de Seguridad, Federica Mogherini, descartó cualquier tipo de presencia militar terrestre europea en Libia. Sin embargo, el documento de gestión de crisis elaborado por el servicio diplomático europeo, contempla algún tipo de personal en tierra para poder destruir los barcos.